# Wainwright Building
El Wainwright Building (en español Edificio Wainwright, también conocido como Wainwright State Office Building) es un edificio de oficinas de ladrillo rojo de diez plantas y 41 metros de altura situado en el 709 de Chestnut Street en Downtown San Luis, Misuri, Estados Unidos. El Wainwright Building está considerado uno de los primeros rascacielos del mundo. Fue diseñado por Adler & Sullivan, el estudio de arquitectura de Dankmar Adler y Louis Sullivan, y construido entre 1890 y 1891. Recibió el nombre del cervecero, constructor y financiero local Ellis Wainwright. El edificio es actualmente propiedad del Estado de Misuri y alberga oficinas estatales.
El edificio, declarado monumento tanto a nivel local como nacional, fue descrito como «un prototipo muy influyente del moderno edificio de oficinas» por el Registro Nacional de Lugares Históricos. El arquitecto Frank Lloyd Wright dijo que el Wainwright Building era «la primera expresión humana de un rascacielos de oficinas de acero». En mayo de 2013 fue incluido en un programa del PBS como uno de los «diez edificios que cambiaron América» debido a que fue «el primer rascacielos que realmente lo parecía», mientras que Sullivan recibía el apodo de «padre de los rascacielos».

## Historia
El Wainwright Building fue encargado por Ellis Wainwright, un cervecero de San Luis. Wainwright necesitaba oficinas para la Asociación de Cerveceros de San Luis. Fue el segundo encargo importante de un edificio alto que recibió el estudio Adler & Sullivan, que había conseguido relevancia international tras la construcción del Auditorium Building de Chicago (diseñado en 1886 y completado en 1889). Según su diseño, la primera planta del Wainwright Building se destinaría a tiendas accesibles desde la calle, y la segunda planta a oficinas públicas de fácil acceso. Las plantas más altas albergarían oficinas en forma de «panal de abejas», mientras que la planta más alta era para los depósitos de agua y la maquinaria del edificio.
Tras su construcción, el Wainwright Building era «popular entre la gente» y fue recibido «favorablemente» por los críticos. En 1968, el edificio fue designado Hito Histórico Nacional y en 1972 fue nombrado un monumento de la ciudad.
El Wainwright Building fue rescatado inicialmente de la demolición por el National Trust for Historic Preservation. Posteriormente, fue adquirido por Misuri para un complejo de oficinas estatales y se atribuye a la St. Louis Landmarks Association, en una de sus primeras victorias, haber rescatado al Wainwright Building de un proyecto inmobiliario.
El cercano Lincoln Trust Building (conocido posteriormente como Title Guaranty Building; diseñado por Eames and Young y construido en 1898 en el 706 de Chestnut Street) fue demolido para permitir la construcción del Gateway Mall en 1983. Carolyn Toft, el director ejecutivo de la Landmarks Association, afirmó que este edificio «formaba un conjunto con tres otros edificios de oficinas del siglo XIX, incluido [el Wainwright Building], que no podía ser igualado en ningún otro lugar del país. Salvar el Wainwright fue importante, pero hubiera sido mucho más importante salvar todo el grupo». El arquitecto John D. Randall dirigió una extensa campaña de cartas al gobernador y otros altos funcionarios; la campaña consiguió la restauración del edificio y su uso como edificio de oficinas estatales en lugar de su demolición. Tras un tiempo de abandono, el edificio alberga actualmente oficinas del estado de Misuri.

## Arquitectura

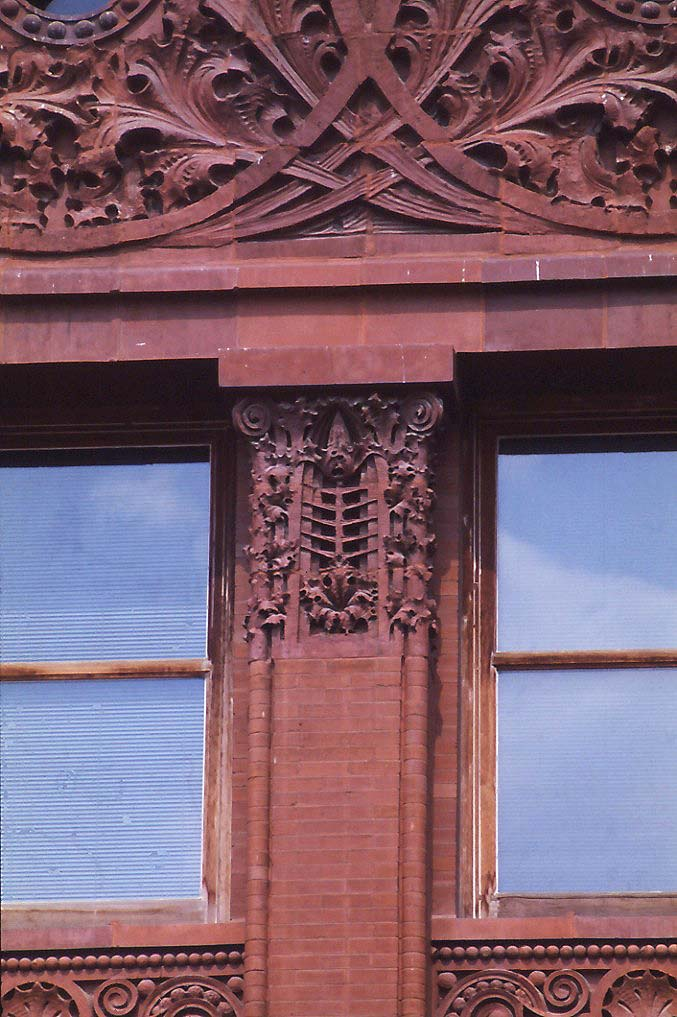
Los pilares se leen como columnas.

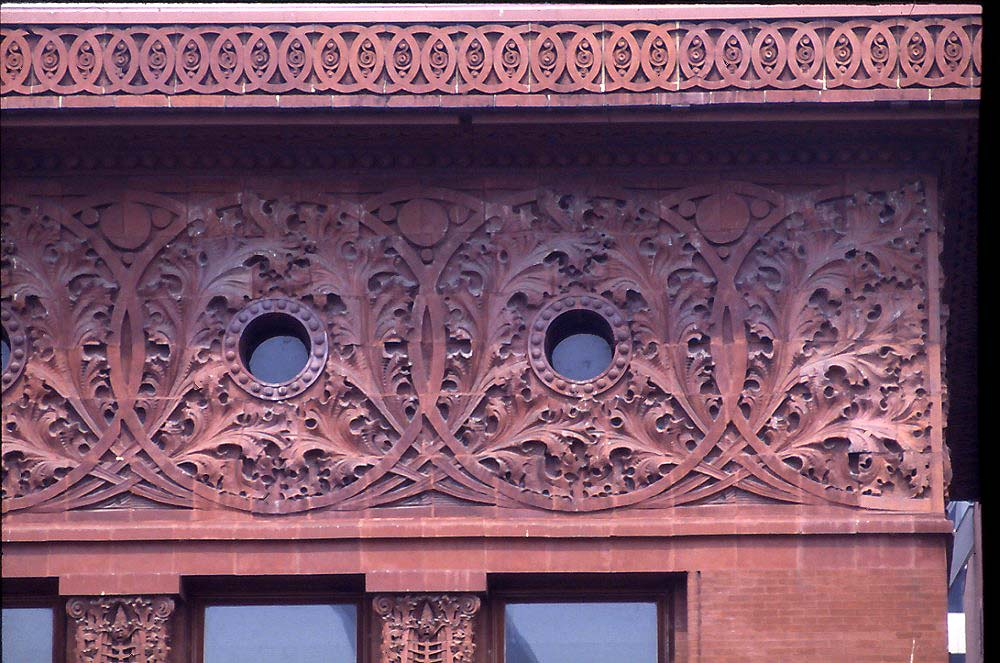
El intrincado friso a lo largo de la parte superior del edificio junto con las ventanas de ojo de buey.

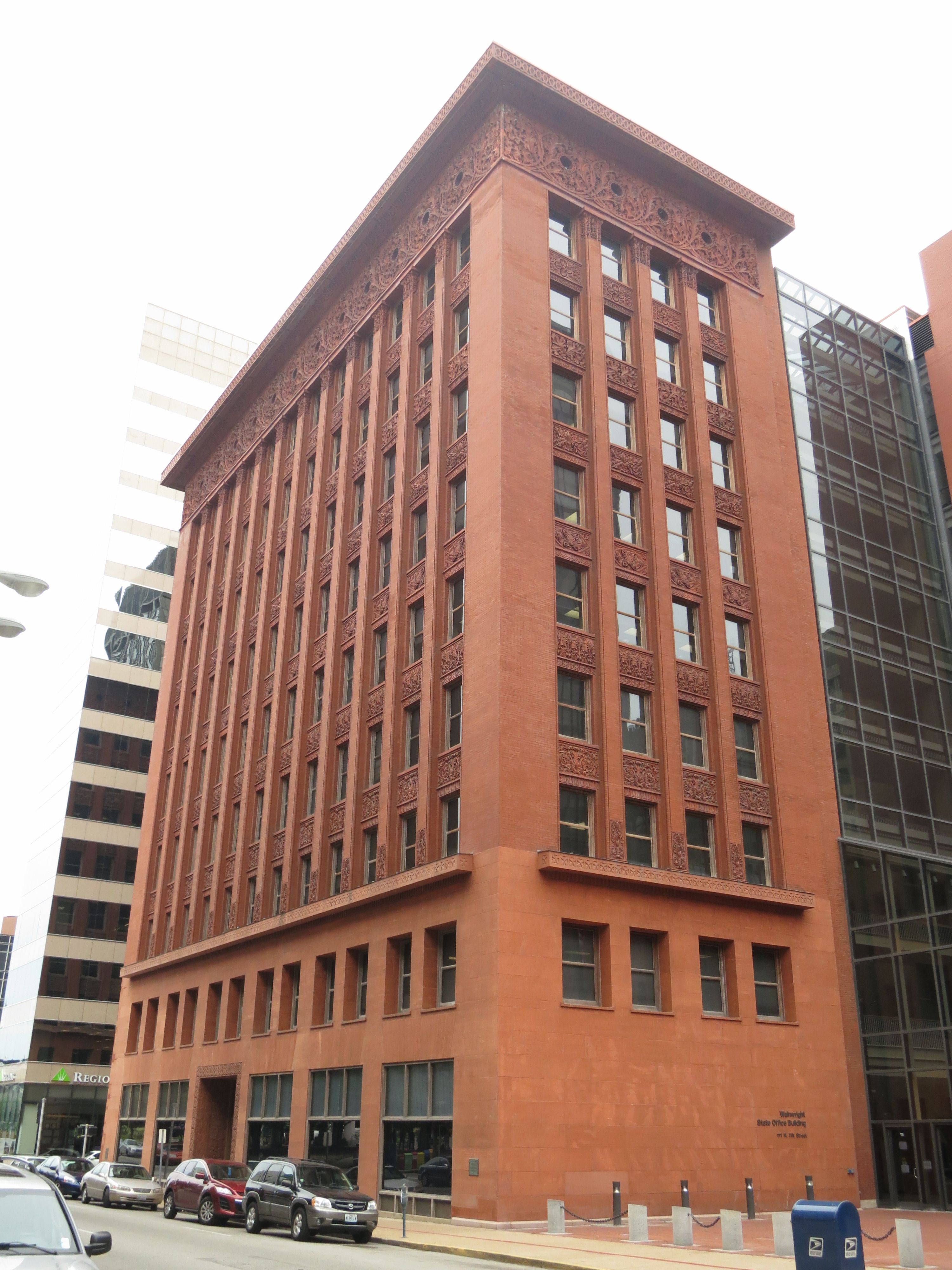
El Wainwright Building en 2012.

Estéticamente, el Wainwright Building ejemplifica las teorías de Sullivan sobre los edificios altos, que incluyen una composición tripartita formada por base, fuste y ático basada en la estructura de la columna clásica, y su deseo de enfatizar la altura del edificio. Escribió: «[El rascacielos] debe ser alto, cada centímetro suyo debe ser alto. La fuerza y el poder de la altura deben estar en él, la gloria y el orgullo del ensalzamiento deben estar en él. Cada centímetro suyo debe ser algo orgulloso y ascendente, que se eleve con absoluto ensalzamiento y que desde su base hasta su cima sea una unidad sin una sola línea discrepante». Su artículo de 1896 citaba como ejemplo su Wainwright Building. A pesar de basarse en el concepto de columna clásica, el diseño del edificio era deliberadamente moderno, sin ningún elemento neoclásico, estilo que Sullivan despreciaba.
El historiador Carl W. Condit describió al Wainwright como «un edificio con una base fuerte y articulado con vigor que sostiene una pantalla que constituye una intensa imagen de un poderoso movimiento hacia arriba». La base alberga tiendas que exigían anchas aperturas acristaladas; el ornamento de Sullivan hizo que los pilares de apoyo se leyeran como columnas. Por encima de la base, la naturaleza semi-pública de las oficinas presentes tras subir un único tramo de escaleras se expresa mediante amplias ventanas en el muro cortina. Una cornisa separa la segunda planta de la cuadrícula de ventanas idénticas de la fachada, donde cada ventana es «una celda en un panal, nada más». Las ventanas y líneas horizontales del edificio están retranqueadas ligeramente detrás de las columnas y pilares, como parte de una «estética vertical» para crear lo que Sullivan llamaba «algo orgulloso y ascendente». Esta percepción ha sido criticada debido a que el rascacielos se diseñó para ganar dinero, no para servir como un símbolo.
La ornamentación del edificio incluye un ancho friso debajo de la profunda cornisa con el follaje de hojas de apio formalizado pero naturalista típico de Sullivan y publicado en su System of Architectural Ornament, enjutas decoradas entre las ventanas en las diferentes plantas y un elaborado marco de la puerta en la entrada principal. «Aparte de los esbeltos pilares de ladrillo, los únicos sólidos de la superficie de la fachada son los antepechos entre las ventanas, que tienen ricos patrones decorativos en bajorrelieve, cuyo diseño y escala cambian cada planta». El friso está perforado por discretas ventanas de ojo de buey que iluminan la planta más alta, que originalmente contenía depósitos de agua y maquinaria de ascensores. El edificio tiene adornos de terracota, un material de construcción que estaba ganando popularidad en el momento de su construcción.
Una de las mayores preocupaciones de Sullivan era el desarrollo de un simbolismo arquitectónico que consistiera en formas geométricas simples y ornamentación orgánica. El Wainwright Building, en el que mezcló lo objetivo (tectónico) con lo subjetivo (orgánico), fue la primera demostración de este simbolismo.
Al contrario que Sullivan, Adler describió el edificio como una «mera estructura comercial» afirmando:

En una época utilitaria como la nuestra es seguro asumir que los propietarios e inversores continuarán construyendo la clase de edificios de la que se pueda obtener el mayor beneficio posible con el menor desembolso posible... El objetivo de construir edificios aparte de los necesarios para el abrigo de sus propietarios es específicamente el de hacer inversiones por beneficio.

El edificio está considerado el primer rascacielos que prescindió de la ornamentación usada habitualmente en los rascacielos de la época. Algunos elementos arquitectónicos del edificio han sido eliminados en las sucesivas renovaciones y trasladados al almacén de Sauget de la St. Louis Building Arts Foundation.